# Bis(triethoxysilylpropyl)tetrasulfid
Bis(triethoxysilylpropyl)tetrasulfid ist eine organische Verbindung aus den Gruppen der Organosiliciumverbindungen und der organischen Polysulfide. Das Molekül besteht aus zwei Triethoxysilylpropylgruppen, die über eine Tetrasulfid-Einheit verknüpft sind. Es wird oft als Mischung mit dem entsprechenden Trisulfid verkauft. Die Verbindung ist eine farblose viskose Flüssigkeit, die in gewöhnlichen organischen Lösungsmitteln wie Toluol löslich ist. Handelsübliche Proben sind oft gelblich. Die Verbindung wird Gummimischungen zugesetzt, die Füllstoffe auf der Basis von Silica (englisch: silica filler) enthalten.

## Synthese
Die Verbindung wurde erstmals durch die Reaktion von 3-(Triethoxysilyl)propylchlorid mit Natriumtetrasulfid hergestellt:

## Reaktionen und Verwendung
Bis(triethoxysilylpropyl)tetrasulfid ist ein bifunktionelles Molekül, da es zwei Arten reaktiver funktioneller Gruppen enthält. Die Tetrasulfidgruppe ist ein Polysulfid, das heißt, sie besteht aus einer Kette von Schwefelatomen. S-S-Bindungen können reagieren durch Reduktion (zu Thiolen), die Bindung an Metalle und Vulkanisation. Die Bindung an Metalle kann beispielsweise zum Schutz vor Korrosion genutzt werden. Die Triethoxysilylgruppen sind anfällig für Hydrolyse, was zu einer Vernetzung durch Sol-Gel-Kondensation führt. Bei der üblichen Anwendung dieser Chemikalie binden sich die hydrolysierten Siloxygruppen an Silica-Partikel und die Polysulfidgruppen an das organische Polymer.

## Externe Links zu erwähnten Verbindungen
1. ↑  Externe Identifikatoren von bzw. Datenbank-Links zu 3-(Triethoxysilyl)propylchlorid:  CAS-Nr.: 5089-70-3, EG-Nr.: 225-805-6, ECHA-InfoCard: 100.023.459, GESTIS: 39670, PubChem: 78771, ChemSpider: 71110, Wikidata: Q27293651.